# Serie A 1972 (hockey su pista)
La Serie A 1972 è stata la 49ª edizione (la 23ª a girone unico), del torneo di primo livello del campionato italiano di hockey su pista. La competizione ha avuto inizio il 22 aprile e si è conclusa l'11 novembre 1972.
Lo scudetto è stato conquistato dal Novara per la sedicesima volta, la quarta consecutiva, nella sua storia.

## Stagione

Beniamino Battistella capocannoniere del torneo.

### Novità
A prendere il testimone del Grosseto e dell'Amatori Vercelli retrocesse in serie B vi furono, vincendo il campionato cadetto, il DLF Trieste, la cui ultima stagione in serie A risaliva la torneo del 1969, e dall'ENEL Bari. Al torneo parteciparono: Amatori Lodi, Amatori Modena, Bassano, Monza, CGC Viareggio, Laverda Breganze, Marzotto Valdagno, Novara (campione in carica), Follonica, Triestina e appunto il DLF Trieste e l'Enel Bari.

### Formula
La formula del campionato fu la stessa della stagione precedente; la manifestazione fu organizzata con un girone all'italiana, con gare di andata e ritorno per un totale di 22 giornate: erano assegnati 2 punti per l'incontro vinto e un punto a testa per l'incontro pareggiato, mentre non ne era attribuito alcuno per la sconfitta. Al termine del campionato la prima squadra classificata venne proclamata campione d'Italia mentre l'undicesima e la dodicesima classificate retrocedettero in serie B.

### Avvenimenti
Il campionato iniziò il 22 aprile e si concluse l'11 novembre 1972. Il campionato fu dominato ancora una volta dal Novara di Battistella e Olthoff. I piemontesi infilarono diciassette vittorie consecutive vincendo il titolo con cinque tornate di anticipo sulla fine del torneo. Al secondo posto si classificò il Laverda Breganze distanziato di ben quattordici punti. Il Novara raggiunse così i settantacinque risultati utili consecutivi con l'ultima sconfitta in campionato che risaliva alla stagione 1969. Dopo aver vinto anche la coppa Italia il Novara raggiunse anche la finale della Coppa dei Campioni dove però venne sconfitta nuovamente dai campioni d'Europa in carica del Reus Deportiu. A retrocedere in serie B furono il CGC Viareggio, dopo lo spareggio contro la Pol. Follonica e l'Enel Bari. Beniamino Battistella del Novara segnando 62 reti vinse per la terza volta la classifica dei cannonieri.

## Squadre partecipanti
| Club              | Stag.    | Città                   | Impianto               | Stagione precedente              |
| ----------------- | -------- | ----------------------- | ---------------------- | -------------------------------- |
| Amatori Lodi      | dettagli | Lodi (MI)               | PalaRiboni             | 10º in Serie A                   |
| Amatori Modena    | dettagli | Modena                  | PalaMolza              | 3º in Serie A                    |
| Bassano           | dettagli | Bassano del Grappa (VI) | ?                      | 7º in Serie A                    |
| Monza             | dettagli | Monza (MI)              | Pista di via Boccaccio | 5º in Serie A                    |
| CGC Viareggio     | dettagli | Viareggio (LU)          | PalaBarsacchi          | 9º in Serie A                    |
| DLF Trieste       | dettagli | Trieste                 | PalaChiarbola          | In Serie B, promosso             |
| ENEL Bari         | n.d.     | Bari                    | Palamartino            | In Serie B, promosso             |
| Follonica         | dettagli | Follonica (GR)          | Pista Armeni           | 8º in Serie A                    |
| Laverda Breganze  | dettagli | Breganze (VI)           | Centro Giov. Don Bosco | 4º in Serie A                    |
| Marzotto Valdagno | dettagli | Valdagno (VI)           | PalaSoldà              | 6º in Serie A                    |
| Novara            | dettagli | Novara                  | Palazzetto dello sport | 1º in Serie A, campione d'Italia |
| Triestina         | dettagli | Trieste                 | PalaChiarbola          | 2º in Serie A                    |

### Allenatori e primatisti
| Squadra           | Allenatore         | Cannoniere                      |
| ----------------- | ------------------ | ------------------------------- |
| Amatori Lodi      |                    |                                 |
| Amatori Modena    |                    |                                 |
| Bassano           |                    |                                 |
| Monza             |                    |                                 |
| CGC Viareggio     |                    |                                 |
| DLF Trieste       |                    |                                 |
| ENEL Bari         |                    |                                 |
| Laverda Breganze  |                    |                                 |
| Marzotto Valdagno |                    |                                 |
| Novara            | Ferruccio Panagini | Beniamino Battistella (66 reti) |
| Follonica         |                    |                                 |
| Triestina         |                    |                                 |

## Risultati
| Andata (1ª) | Andata (1ª) | Prima giornata              | Ritorno (12ª) | Ritorno (12ª) |
|             |             |                             |               |               |
| 22 apr.     | 5-3         | Amatori Lodi-Candy Monza    | 4-8           | 26 ago.       |
| 22 apr.     | 2-3         | CGC Viareggio-Bassano       | 2-2           | 26 ago.       |
| 22 apr.     | 3-4         | DLF Trieste-Amatori Modena  | 6-4           | 26 ago.       |
| 22 apr.     | 6-5         | Laverda Breganze-Triestina  | 4-4           | 26 ago.       |
| 22 apr.     | 8-4         | Marzotto Valdagno-Enel Bari | 15-6          | 26 ago.       |
| 22 apr.     | 12-3        | Novara-Pol. Follonica       | 5-3           | 26 ago.       |

| Andata (2ª) | Andata (2ª) | Seconda giornata                | Ritorno (13ª) | Ritorno (13ª) |
|             |             |                                 |               |               |
| 29 apr.     | 8-4         | Bassano-DLF Trieste             | 7-4           | 2 set.        |
| 29 apr.     | 6-2         | Enel Bari-Amatori Lodi          | 2-9           | 2 set.        |
| 29 apr.     | 3-5         | Pol. Follonica-Laverda Breganze | 2-3           | 2 set.        |
| 29 apr.     | 5-2         | Amatori Modena-CGC Viareggio    | 6-4           | 2 set.        |
| 29 apr.     | 8-3         | Candy Monza-Marzotto Valdagno   | 1-2           | 2 set.        |
| 29 apr.     | 5-9         | Triestina-Novara                | 3-7           | 2 set.        |

| Andata (3ª) | Andata (3ª) | Terza giornata                 | Ritorno (14ª) | Ritorno (14ª) |
|             |             |                                |               |               |
| 6 mag.      | 2-4         | CGC Viareggio-Triestina        | 4-4           | 9 set.        |
| 6 mag.      | 4-9         | Enel Bari-Candy Monza          | 3-6           | 9 set.        |
| 6 mag.      | 4-1         | DLF Trieste-Pol. Follonica     | 1-6           | 9 set.        |
| 6 mag.      | 5-1         | Laverda Breganze-Bassano       | 2-4           | 9 set.        |
| 6 mag.      | 5-4         | Marzotto Valdagno-Amatori Lodi | 3-3           | 9 set.        |
| 6 mag.      | 9-1         | Novara-Amatori Modena          | 10-4          | 9 set.        |

| Andata (4ª) | Andata (4ª) | Quarta giornata               | Ritorno (15ª) | Ritorno (15ª) |
|             |             |                               |               |               |
| 13 mag.     | 4-1         | Amatori Lodi-Laverda Breganze | 2-3           | 23 set.       |
| 13 mag.     | 6-8         | Bassano-Marzotto Valdagno     | 4-10          | 23 set.       |
| 13 mag.     | 3-12        | CGC Viareggio-Novara          | 3-9           | 23 set.       |
| 13 mag.     | 10-0        | Follonica-Enel Bari           | 3-2           | 23 set.       |
| 13 mag.     | 3-3         | Candy Monza-DLF Trieste       | 1-6           | 23 set.       |
| 13 mag.     | 2-5         | Triestina-Amatori Modena      | 6-8           | 23 set.       |

| Andata (5ª) | Andata (5ª) | Quinta giornata                | Ritorno (16ª) | Ritorno (16ª) |
|             |             |                                |               |               |
| 20 mag.     | 9-7         | DLF Trieste-Enel Bari          | 8-5           | 30 set.       |
| 20 mag.     | 0-0         | Pol. Follonica-Candy Monza     | 2-6           | 30 set.       |
| 20 mag.     | 6-5         | Amatori Modena-Bassano         | 5-5           | 30 set.       |
| 20 mag.     | 6-1         | Laverda Breganze-CGC Viareggio | 6-6           | 30 set.       |
| 20 mag.     | 8-3         | Marzotto Valdagno-Triestina    | 5-5           | 30 set.       |
| 20 mag.     | 12-1        | Novara-Amatori Lodi            | 7-4           | 30 set.       |

| Andata (6ª) | Andata (6ª) | Sesta giornata                  | Ritorno (17ª) | Ritorno (17ª) |
|             |             |                                 |               |               |
| 27 mag.     | 3-5         | Amatori Lodi-Amatori Modena     | 6-4           | 7 ott.        |
| 27 mag.     | 0-2         | Bassano-Pol. Follonica          | 0-2           | 7 ott.        |
| 27 mag.     | 8-4         | CGC Viareggio-Marzotto Valdagno | 10-5          | 7 ott.        |
| 27 mag.     | 3-11        | Enel Bari-Novara                | 3-22          | 7 ott.        |
| 27 mag.     | 1-1         | DLF Trieste-Laverda Breganze    | 4-6           | 7 ott.        |
| 27 mag.     | 5-8         | Candy Monza-Triestina           | 6-4           | 7 ott.        |

| Andata (7ª) | Andata (7ª) | Settima giornata                | Ritorno (18ª) | Ritorno (18ª) |
|             |             |                                 |               |               |
| 10 giu.     | 4-1         | Bassano-Amatori Lodi            | 1-6           | 14 ott.       |
| 10 giu.     | 3-4         | Pol. Follonica-CGC Viareggio    | 1-3           | 14 ott.       |
| 10 giu.     | 5-5         | Amatori Modena-Laverda Breganze | 5-4           | 14 ott.       |
| 10 giu.     | 3-4         | Marzotto Valdagno-DLF Trieste   | 2-7           | 14 ott.       |
| 10 giu.     | 12-3        | Novara-Candy Monza              | 2-2           | 14 ott.       |
| 10 giu.     | 13-3        | Triestina-Enel Bari             | 9-1           | 14 ott.       |

| Andata (8ª) | Andata (8ª) | Ottava giornata                  | Ritorno (19ª) | Ritorno (19ª) |
|             |             |                                  |               |               |
| 17 giu.     | 3-3         | Amatori Lodi-Triestina           | 3-8           | 21 ott.       |
| 17 giu.     | 3-4         | Enel Bari-Bassano                | 4-12          | 21 ott.       |
| 17 giu.     | 7-3         | DLF Trieste-CGC Viareggio        | 5-2           | 21 ott.       |
| 17 giu.     | 3-3         | Pol. Follonica-Marzotto Valdagno | 7-7           | 21 ott.       |
| 17 giu.     | 2-3         | Laverda Breganze-Novara          | 3-11          | 21 ott.       |
| 17 giu.     | 9-4         | Candy Monza-Amatori Modena       | 4-3           | 21 ott.       |

| Andata (9ª) | Andata (9ª) | Nona giornata                      | Ritorno (20ª) | Ritorno (20ª) |
|             |             |                                    |               |               |
| 24 giu.     | 4-1         | Bassano-Candy Monza                | 1-7           | 28 ott.       |
| 24 giu.     | 1-2         | CGC Viareggio-Amatori Lodi         | 5-4           | 28 ott.       |
| 24 giu.     | 11-4        | Amatori Modena-Enel Bari           | 3-8           | 28 ott.       |
| 24 giu.     | 10-2        | Laverda Breganze-Marzotto Valdagno | 2-1           | 28 ott.       |
| 24 giu.     | 7-4         | Novara-DLF Trieste                 | 7-1           | 28 ott.       |
| 24 giu.     | 3-1         | Triestina-Pol. Follonica           | 6-2           | 28 ott.       |

| Andata (10ª) | Andata (10ª) | Decima giornata                  | Ritorno (21ª) | Ritorno (21ª) |
|              |              |                                  |               |               |
| 8 lug.       | 5-9          | Enel Bari-Laverda Breganze       | 2-8           | 4 nov.        |
| 8 lug.       | 4-9          | DLF Trieste-Triestina            | 2-4           | 4 nov.        |
| 8 lug.       | 3-1          | Pol. Follonica-Amatori Lodi      | 2-4           | 4 nov.        |
| 8 lug.       | 3-13         | Marzotto Valdagno-Amatori Modena | 5-9           | 4 nov.        |
| 8 lug.       | 6-4          | Candy Monza-CGC Viareggio        | 2-1           | 4 nov.        |
| 8 lug.       | 12-1         | Novara-Bassano                   | 6-6           | 4 nov.        |

| \| Andata (11ª) \| Andata (11ª) \| Undicesima giornata \| Ritorno (22ª) \| Ritorno (22ª) \| \| \| \| \| \| \| \| 15 lug. \| 6-8 \| Amatori Lodi-DLF Trieste \| 4-3 \| 11 nov. \| \| 15 lug. \| 11-2 \| CGC Viareggio-Enel Bari \| 8-5 \| 11 nov. \| \| 15 lug. \| 5-3 \| Amatori Modena-Pol. Follonica \| 3-8 \| 11 nov. \| \| 15 lug. \| 3-2 \| Laverda Breganze-Candy Monza \| 1-3 \| 11 nov. \| \| 15 lug. \| 4-15 \| Marzotto Valdagno-Novara \| 4-7 \| 11 nov. \| \| 15 lug. \| 11-6 \| Triestina-Bassano \| 9-4 \| 11 nov. \| |              |                               |               |               |
| Andata (11ª) | Andata (11ª) | Undicesima giornata           | Ritorno (22ª) | Ritorno (22ª) |
| |              |                               |               |               |
| 15 lug. | 6-8          | Amatori Lodi-DLF Trieste      | 4-3           | 11 nov.       |
| 15 lug. | 11-2         | CGC Viareggio-Enel Bari       | 8-5           | 11 nov.       |
| 15 lug. | 5-3          | Amatori Modena-Pol. Follonica | 3-8           | 11 nov.       |
| 15 lug. | 3-2          | Laverda Breganze-Candy Monza  | 1-3           | 11 nov.       |
| 15 lug. | 4-15         | Marzotto Valdagno-Novara      | 4-7           | 11 nov.       |
| 15 lug. | 11-6         | Triestina-Bassano             | 9-4           | 11 nov.       |

## Classifica finale
|  | Pos. | Squadra           | Pt | G  | V  | N | P  | GF  | GS  | DR   |
|  | ---- | ----------------- | -- | -- | -- | - | -- | --- | --- | ---- |
|  | 1.   | Novara            | 42 | 22 | 20 | 2 | 0  | 207 | 66  | +141 |
|  | 2.   | Laverda Breganze  | 28 | 22 | 12 | 4 | 6  | 95  | 76  | +19  |
|  | 3.   | Monza             | 27 | 22 | 12 | 3 | 7  | 95  | 79  | +16  |
|  | 4.   | Triestina         | 26 | 22 | 11 | 4 | 7  | 128 | 98  | +30  |
|  | 5.   | Amatori Modena    | 26 | 22 | 12 | 2 | 8  | 118 | 114 | +4   |
|  | 6.   | DLF Trieste       | 22 | 22 | 10 | 2 | 10 | 98  | 100 | -2   |
|  | 7.   | Bassano           | 19 | 22 | 8  | 3 | 11 | 88  | 112 | -24  |
|  | 8.   | Amatori Lodi      | 18 | 22 | 8  | 2 | 12 | 81  | 97  | -16  |
|  | 9.   | Marzotto Valdagno | 18 | 22 | 7  | 4 | 11 | 110 | 139 | -29  |
|  | 10.  | Follonica         | 17 | 22 | 7  | 3 | 12 | 70  | 77  | -7   |
|  | 11.  | CGC Viareggio     | 17 | 22 | 7  | 3 | 12 | 89  | 103 | -14  |
|  | 12.  | ENEL Bari         | 4  | 22 | 2  | 0 | 20 | 82  | 200 | -118 |

Legenda:
      Campione d'Italia e qualificato in Coppa dei Campioni 1972-1973
  Vincitore della Coppa Italia 1972.
      Retrocessa in Serie B.
Note:
Due punti a vittoria, uno a pareggio, zero a sconfitta.
La Triestina prevale sull'Amatori Modena in virtù della migliore differenza generale.
L'Amatori Lodi prevale sul Marzotto Valdagno in virtù della migliore differenza generale.
La Pol. Follonica salva dopo aver vinto lo spareggio salvezza contro il CGC Viareggio.

## Spareggio salvezza
| Breganze 12 dicembre 1972 | CGC Viareggio | 3 – 4 | Follonica | Centro giovanile Don Bosco |

## Verdetti
| Verdetto                          | Club                    |
| --------------------------------- | ----------------------- |
| Campione d'Italia 1972            | Novara (16º titolo)     |
| Qualificato in Coppa dei Campioni | Novara                  |
| Retrocesse in Serie B             | CGC Viareggio ENEL Bari |

### Squadra campione
| N° | Naz.                   | Ruolo | Sportivo              |  |  |  |
| -- | ---------------------- | ----- | --------------------- |  |  |  |
| ?  | Italia (bandiera)      | D     | Gianpietro Aina       |  |  |  |
| ?  | Italia (bandiera)      | A     | Beniamino Battistella |  |  |  |
| ?  | Italia (bandiera)      | P     | Francesco Fontana     |  |  |  |
| ?  | Italia (bandiera)      | D     | Erasmo Marcon         |  |  |  |
| ?  | Italia (bandiera)      | D     | Franco Mora           |  |  |  |
| ?  | Paesi Bassi (bandiera) | A     | Robert Olthoff        |  |  |  |
| ?  | Italia (bandiera)      | P     | Mario Romussi         |  |  |  |
| ?  | Italia (bandiera)      | A     | Renzo Zaffinetti      |  |  |  |

- Allenatore:  Ferruccio Panagini

## Statistiche del torneo

### Capoliste solitarie
|    | —— | —— | ——     | —— | —— | —— | —— | —— | ——  | ——  | ——  | ——  | ——  | ——  | ——  | ——  | ——  | ——  | ——  | ——  | ——  | —— |  |
|    |    |    | Novara |    |    |    |    |    |     |     |     |     |     |     |     |     |     |     |     |     |     |    |  |
|    |    |    |        |    |    |    |    |    |     |     |     |     |     |     |     |     |     |     |     |     |     |    |  |
|    |    |    |        |    |    |    |    |    |     |     |     |     |     |     |     |     |     |     |     |     |     |    |  |
| 1ª | 2ª | 3ª | 4ª     | 5ª | 6ª | 7ª | 8ª | 9ª | 10ª | 11ª | 12ª | 13ª | 14ª | 15ª | 16ª | 17ª | 18ª | 19ª | 20ª | 21ª | 22ª |    |  |

### Classifica in divenire
|                   | 1ª | 2ª | 3ª | 4ª | 5ª | 6ª | 7ª | 8ª | 9ª | 10ª | 11ª | 12ª | 13ª | 14ª | 15ª | 16ª | 17ª | 18ª | 19ª | 20ª | 21ª | 22ª |
| ----------------- | -- | -- | -- | -- | -- | -- | -- | -- | -- | --- | --- | --- | --- | --- | --- | --- | --- | --- | --- | --- | --- | --- |
| Amatori Lodi      | 2  | 2  | 2  | 4  | 4  | 4  | 4  | 5  | 7  | 7   | 7   | 7   | 9   | 10  | 10  | 10  | 12  | 14  | 14  | 14  | 16  | 18  |
| Amatori Modena    | 2  | 4  | 4  | 6  | 8  | 10 | 11 | 11 | 13 | 15  | 17  | 17  | 19  | 19  | 21  | 22  | 22  | 24  | 24  | 24  | 26  | 26  |
| Bassano           | 2  | 4  | 4  | 4  | 4  | 4  | 6  | 8  | 10 | 10  | 10  | 11  | 13  | 15  | 15  | 16  | 16  | 16  | 18  | 18  | 19  | 19  |
| Monza             | 0  | 2  | 4  | 5  | 6  | 6  | 6  | 8  | 8  | 10  | 10  | 12  | 12  | 14  | 14  | 16  | 18  | 19  | 21  | 23  | 25  | 27  |
| CGC Viareggio     | 0  | 0  | 0  | 0  | 0  | 2  | 4  | 4  | 4  | 4   | 6   | 7   | 7   | 8   | 8   | 9   | 11  | 13  | 15  | 15  | 15  | 17  |
| DLF Trieste       | 0  | 0  | 2  | 3  | 5  | 6  | 8  | 10 | 10 | 10  | 12  | 14  | 14  | 14  | 16  | 18  | 18  | 20  | 22  | 22  | 22  | 22  |
| ENEL Bari         | 0  | 2  | 2  | 2  | 2  | 2  | 2  | 2  | 2  | 2   | 2   | 2   | 2   | 2   | 2   | 2   | 2   | 2   | 2   | 4   | 4   | 4   |
| Laverda Breganze  | 2  | 4  | 6  | 6  | 8  | 9  | 10 | 10 | 12 | 14  | 16  | 17  | 19  | 19  | 21  | 22  | 24  | 24  | 24  | 26  | 28  | 28  |
| Marzotto Valdagno | 2  | 2  | 4  | 6  | 8  | 8  | 8  | 9  | 9  | 9   | 9   | 11  | 13  | 14  | 16  | 17  | 17  | 17  | 18  | 18  | 18  | 18  |
| Novara            | 2  | 4  | 6  | 8  | 10 | 12 | 14 | 16 | 18 | 20  | 22  | 24  | 26  | 28  | 30  | 32  | 34  | 35  | 37  | 39  | 40  | 42  |
| Follonica         | 0  | 0  | 0  | 2  | 3  | 5  | 5  | 6  | 6  | 8   | 8   | 8   | 8   | 10  | 12  | 12  | 14  | 14  | 15  | 15  | 15  | 17  |
| Triestina         | 0  | 0  | 2  | 2  | 2  | 4  | 6  | 7  | 9  | 11  | 13  | 14  | 14  | 15  | 15  | 16  | 16  | 18  | 20  | 22  | 24  | 26  |

### Record squadre
- Maggior numero di vittorie: Novara (20)
- Minor numero di vittorie: ENEL Bari (2)
- Maggior numero di pareggi: Laverda Breganze, Marzotto Valdagno e Triestina (4)
- Minor numero di pareggi: ENEL Bari (0)
- Maggior numero di sconfitte: ENEL Bari (20)
- Minor numero di sconfitte: Novara (0)
- Miglior attacco: Novara (207 reti realizzate)
- Peggior attacco: Follonica (70 reti realizzate)
- Miglior difesa: Novara (66 reti subite)
- Peggior difesa: ENEL Bari (200 reti subite)
- Miglior differenza reti: Novara (+141)
- Peggior differenza reti: ENEL Bari (-118)

### Classifica cannonieri
| Gol |  |  | Giocatore             | Squadra |
| --- |  |  | --------------------- | ------- |
| 66  |  |  | Beniamino Battistella | Novara  |